# Delia Akeley
Delia Julia Akeley (1869 -1970), conhecida pelo seu apelido, Mickie, foi uma exploradora americana. Foi pioneira no estudos dos primatas e das tribos que viviam isoladas do mundo, definindo parâmetros para as futuras investigações em zoologia, primatologia e antropologia

## Primeiros anos
Delia Julia Akeley nasceu a 5 de Dezembro de 1869 e não em 1875, como aparece em grande parte das biografias publicadas. Era natural de Beaver Dam, no estado de Wisconsin e era filha dos imigrantes irlandeses Patrick e de Margaret Denning.
No final da adolescência, Mickie fugiu de casa e foi para Milwaukee, onde se casou com Arthur Reiss, um barbeiro, em 1889.

## Com Carl E. Akeley
Em Milwaukee, conheceu o taxidermista, artista e inventor Carl E. Akeley, que trabalhava no Museu Público de Milwaukee.  Delia e Reiss divorciaram-se e em 1902 Delia casou-se com Akeley, que havia se tornado taxidermista-chefe no então Field Columbian Museum, em Chicago, mais tarde renomeado de Field Museum of Natural História. É durante este período que ele, ajudado por Delia, cria os seus inovadores dioramas conhecidos como Four Seasons of the Virginia Deer .

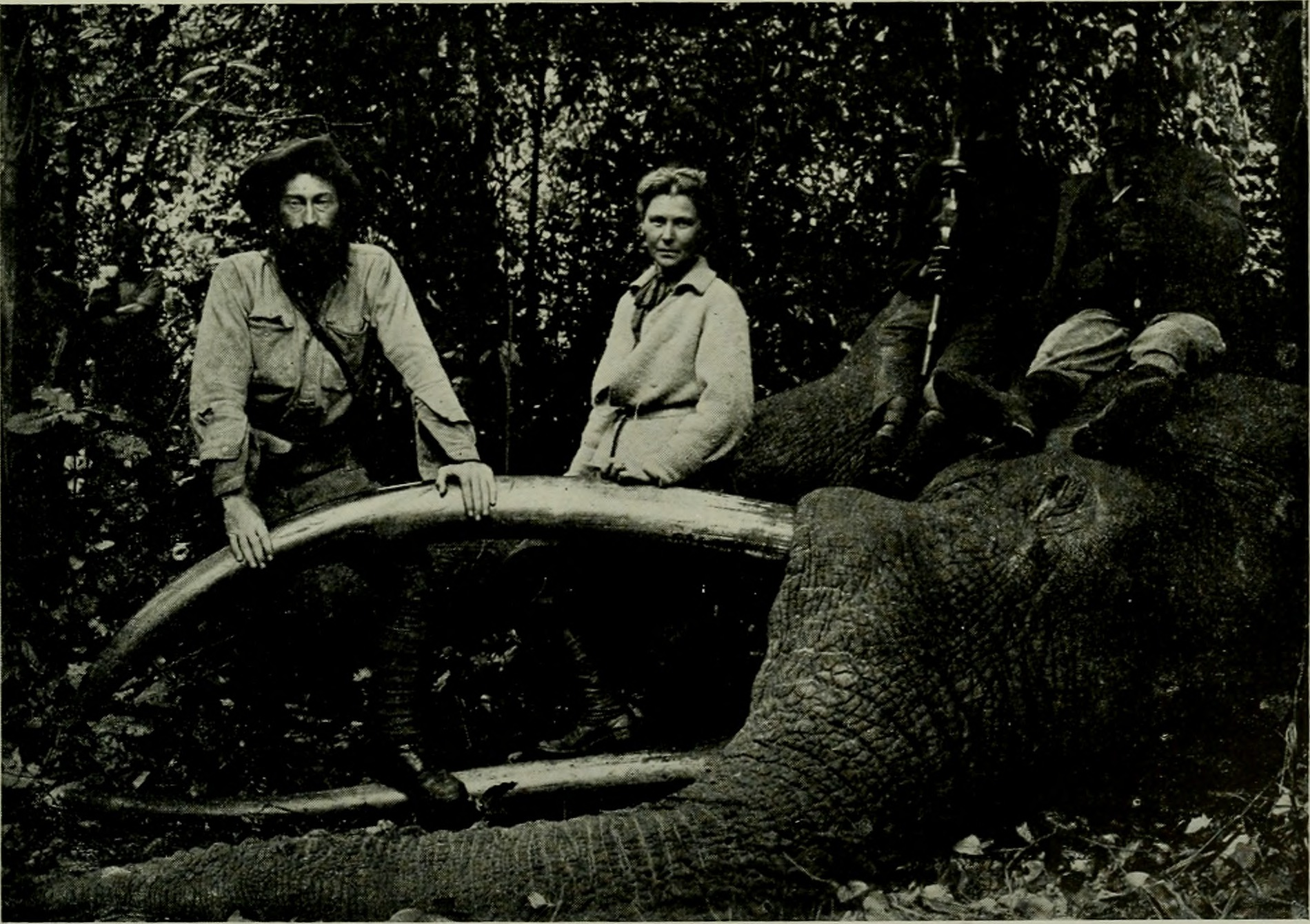
Delia Akeley (1906)

Para além de o ajudar a construir os dioramas, Delia acompanhou-o nas expedições africanas que tinham como objectivo recolher exemplares de animais para as exposições das secções africanas não do museu Field como também do Museu Americano de História Natural de Nova York,  para o qual Carl concebeu o grande Salão da África. É durante estas viagens que o interesse de Delia em estudar os primatas e povos poucos conhecidos surge.
O maior dos elefantes africanos expostos, conhecidos como "Touros de luta", no salão principal do Museu de Field, foi morto por Delia na expedição de 1906;  ela também matou um dos membros do grupo de elefantes  exposto no Salão Africano no Museu Americano de História Natural numa expedição que entre 1909 e 1911 para esse museu. Apesar de ser uma grande atiradora, ela não acreditava na caça desportiva. Achava que só se devia caçar para comer, legitima defesa ou para arranjar exemplares de animais para exposições.
No Quénia, enquanto caçava, acompanhado por carregadores e ajudantes, os elefantes que formariam a mais importante de todas as exibições no Salão Africano do Museu Americano de História Natural, Carl Akeley foi atacado por um elefante macho e abandonado pelos que iam com ele que entraram em e fugiram pensando que ele tinha morrido. É encontrado vivo mas gravemente ferido por Delia que fora buscar o seu corpo. Ela levou-o para um hospital e ficou ao lado dele até ficar bom.
Durante este período o interesse Delia em estudar primatas e os seus habitats amplificou-se. Em 1920, o casal regressou a Nova York, acompanhado por um macaco de estimação chamado "JT Jr.", que tinham adquirido numa das suas últimas expedições ao Quénia. Uma vez em Nova York, Carl Akeley dedicou o seu tempo a angariar dinheiro para o museu, a esculpir modelos para seus dioramas, entre outras actividades. Por sua vez, Delia dedicou-se a cuidar e estudar o macaco JT. Ao observar o seu comportamento e o de outros macacos, ela concluiu que eles tinham uma linguagem própria e que muito provavelmente seriam capazes de comunicar com humanos. Estas conclusões pioneiras, seriam a base do trabalho desenvolvido por primatologistas como Dian Fossey e Jane Goodall.
Tanto Bodry-Sanders quanto Kirk, seus biógrafos, sugerem que a obsessão de Delia pelo macaco, o seu crescente isolamento do mundo exterior, somado ao  facto de Carl ter arranjado uma amante, contribuíram para a deterioração do casamento, que termina em divórcio em 1923. Carl alegou que ela abandonara o lar ao juntar-se ao corpo expedicionário do exército norte-americano em França, durante a primeira grande guerra; ela contra-ataca e acusa-o de crueldade. Seis semanas depois ela deixa todos atónitos ao partir sozinha para África, numa expedição comandada por ela.

## Após o divórcio
Em 1923, após o seu divórcio, Delia  parte novamente para África com o apoio do Museu de Brooklin, tornando-se na primeira mulher a liderar uma expedição a África com o patrocínio de um museu. Foi também a primeira a atravessar África, a explorar o deserto entre o Quénia e a Etiópia e a subir de canoa o rio Tana a partir do Oceano Índico.
Rompendo com as convenções, fez-se acompanhar apenas por africanos que treinou para ser serem seus assistentes no terreno. Segundo ela isto facilitaria o contacto com as populações das aldeias por onde passassem, pois seria mais fácil ela aproximar-se das mulheres de maneira a obter informações fidedignas sobre a cultura e costumes das tribos.
Viveu vários meses com os pigmeus da Floresta Ituri, no Zaire. Durante o período em que viveu com eles estudou a sua cultura e os seus costumes. Nas suas expedições ela reuniu inúmeros artefactos que estão expostos em vários dos grandes museus dos Estados Unidos.
Para além disto, filmou as suas expedições e tirou mais de 1000 fotografias que documentam não só o seu trabalho etnográfico como também as novas espécies de pássaros, antílopes e outros que vai descobrindo nas suas viagens. Publicou parte delas no seu livro Jungle Portraits em 1930.
A 4 de Janeiro de 1939, ela casou-se com o Dr. Warren D. Howe,  um empresário que morreu em 1951.
Delia Akeley morreu em 1970 com 100 anos.

## Publicou
Delia escreveu dois livros: 
- Delia J. Akeley, JT Junior: The Biography of an African Monkey, Macmillan Company, 1929, OCLC 547783
- Delia Akeley, Jungle Portraits, The Macmillan Company, 1930[20][17]

Escreveu artigos para jornais e revistas, entre eles, o Saturday Evening Post, Collier's, e Century.

## Homenagens e reconhecimento
Em 1946, o seu nome constava da lista da Who's Who in America desse ano.
Existe uma cratera em Vénus com o seu nome.
A sua vida tem sido contada e mencionada em vários livros, entre eles:
- Women explorers in África, escrito por Margo MacLoone e publicado em 1997.
- As Destemidas (Les Culottées), livro de banda desenhada da ilustradora Pénélope Bagieu que deu origem a uma série televisiva que foi transmitida em vários países, nomeadamente: França e Portugal.

## Ligações Externas
Episódio da série Destemidas dedicado a Delia (versão portuguesa)